# Eurydema retrorsum
Espèce
Eurydema retrorsum est une espèce fossile d'insectes hétéroptères (les punaises) de la famille des Pentatomidae et du genre Eurydema.

## Classification
L'espèce Eurydema retrorsum est décrite en 1937 par le paléontologue français Nicolas Théobald (1903-1981) dans sa thèse,. 

### Fossiles
L'holotype, référencé R912, de l'ère Cénozoïque et de l'époque Oligocène (33,9 à 23,03 Ma), faisait partie de la collection Mieg conservée au musée d'histoire naturelle de Bâle et a été trouvée dans des marnes en plaquettes d'âge sannoisien moyen du gisement de Kleinkembs. Cet holotype est complété par un paratype R933.
En 1937, Nicolas Théobald suggère que l'espèce Pentatoma punctatum Förster 1891 soit aussi un synonyme de cette espèce, et Paleobiology Database, en 2022, l'a joint dans les collections, mais a laissé l'espèce distincte.

### Étymologie
L'épithète spécifique retrorsum signifie en latin « en arrière ».

## Description

### Caractères
La diagnose de Nicolas Théobald en 1937, : 

« Empreinte assez effacée. Tête et pattes manquent. Pronotum hexagonal à coins latéraux arrondis, déprimé dans la moitié antérieure par un sillon transversal. La moitié postérieure porte quatre renflements latéraux. On voit aussi par transparence la crête du mésosternum ; scutellum de forme triangulaire, contracté à l'apex dont la pointe extrême n'est pas visible. Abdomen ovoïde, légèrement étiré vers l'arrière ; segmentation assez nette. Les élytres sont écartés ; on voit encore la corie de l'élytre gauche. La corie, le scutellum et le pronotum sont ornés de ponctuations brunes. L'abdomen est de teinte brun pâle. ».

### Dimensions
La longueur totale, sans la tête, est de 10 mm.

### Affinités
« À cette espèce appartient probablement Pentatoma punctatum que Förster a décrit de Brunnstatt, cet échantillon est dans un très mauvais état de conservation. 
Notre insecte semble bien appartenir au g. Eurydema, surtout en ce qui concerne la conformation du pronotum dont les bords antérieurs et antéro-latéraux sont relevés et renflés, les angles latéraux sont arrondis. Mais le scutellum semble plus large que dans le g. Eurydema. 
Eurydema lituriferum Walk. des Indes a une longueur de 10 mmm. Le corps est oblong et porte une ornementation semblable. »

## Biologie
« Les espèces Eurydema vivent dans les régions paléarctique et orientale, où on les trouve surtout sur les Crucifères. ».

### Publication originale
- [1937] Nicolas Théobald, « Les insectes fossiles des terrains oligocènes de France 473 p., 17 fig., 7 cartes,13 tables, 29 planches hors texte », Bulletin Mensuel de la Société des Sciences de Nancy et Mémoires de la Société des sciences de Nancy, Imprimerie G. Thomas,‎ 1937, p. 1-473 (ISSN 1155-1119 et 2263-6439, OCLC 786027547). .